# Zacatzonapa
Zacatzonapa är en ort i Mexiko.   Den ligger i kommunen Tixtla de Guerrero och delstaten Guerrero, i den södra delen av landet, 220 km söder om huvudstaden Mexico City. Zacatzonapa ligger 1 450 meter över havet och antalet invånare är 959.
Terrängen runt Zacatzonapa är huvudsakligen kuperad, men söderut är den bergig. Runt Zacatzonapa är det glesbefolkat, med 20 invånare per kvadratkilometer. Närmaste större samhälle är Chilpancingo de los Bravo, 18,0 km väster om Zacatzonapa. I omgivningarna runt Zacatzonapa växer huvudsakligen savannskog.